# 安德烈·库丁
安德烈·帕夫洛维奇·库丁（羅馬化：Andrey Pavlovich Kudin；1963年3月9日—），俄罗斯汉学家、作家、评论家、诗人。俄罗斯作家协会成员，神学博士，宗教史领域专家。其著作涵盖保加利亚历史、中国经济、古罗斯寺庙建筑艺术史等领域，并撰有多部关于亚欧国家经济与精神发展的专著。

## 生平
毕业于苏联外交部直属莫斯科国立国际关系学院及圣西里尔与美多德神学院。曾任职于俄罗斯科学院远东研究所与多家商业机构、现任从事自主创业。

### 文学活动
其核心著作为四卷本《保加利亚秘史、该书揭示了保加利亚历史谜团并提出创新性假说。作者在研究中综合运用前沿史学成果与考古发现。
《保加利亚秘史》对神秘仪式提出独到诠释、首次披露诸多影响保加利亚历史进程的人物与事件秘辛。俄文版问世后，相继推出保加利亚语及英语译本，引发俄保两国读者热烈反响。该著作更获国际文坛高度评价、荣膺"欧亚金质奖章"之"民族志与人类学研究"奖项。
作为中国经济问题专家、库丁深入研究了1980至2010年代中国私营经济的关键驱动作用。其学术成果《中国私营企业：政策与经济——1980-2010年代发展回溯》兼具学术价值与实践意义。学界认为此书不仅惠及中国经济研究者，更为经济学界及商界人士提供重要参考。
库丁另一力作聚焦基辅基督教初创时期（10-11世纪）石砌教堂建筑中的拜占庭影响与罗斯本土传统。专著《基辅石砌教堂中的拜占庭-罗斯融合（10世纪末至11世纪）》深受历史学者、神职人员、建筑师及民族学家推崇。
诗歌创作领域，库丁出版《灵魂无羁》《永世静港何在》两部诗集，赢得诗坛与评论界双重赞誉。其诗作融贯存在哲思、精神信仰、家国情怀与讽喻主题、于2022年获颁"年度诗人"称号。

## 音乐活动
安德烈·帕夫洛维奇·库丁是歌曲作者、其作品涵盖多种音乐流派。库丁是所谓“智慧歌曲”理念的支持者。他的歌曲触及广泛的社会关系主题、从宗教哲学到爱国主义题材均有涉猎。他已发行五张完整的音乐专辑、数支单曲、并为其歌曲拍摄了8部音乐录影带。其歌曲曾多次登上各大广播电台和社交媒体的播放榜单及排行榜前列。
他是俄罗斯和白俄罗斯各大知名场馆音乐会的常客，演出场地包括：国家克里姆林宫、Crocus City Hall、Vegas City Hall、Live Arena（现场竞技场）、十月音乐厅（圣彼得堡）、维捷布斯克夏季露天剧场、Magnus Locus音乐俱乐部、III RIM（第三罗马）以及众多其他场所。他也曾亮相标志性音乐盛典：“年度香颂”（莫斯科、圣彼得堡）、“狂欢节”（莫斯科）、“斯拉夫集市”（维捷布斯克）。他的歌曲不仅在俄罗斯联邦的广播频道播放，也在海外电台播出。

### 音乐专辑
- 《不迟不早》，2023年
- 《记忆》，2023年
- 《随我肋骨之波》，2023年
- 《天使》，2024年
- 《我是安德烈》，2024年
- 《道德准则》，2025年

## 兴趣爱好
库丁精研神秘学、收藏古代圣像，并致力于搜寻与深海勘探历史上失落的文物。

## 所获荣誉
- 为表彰其在促进宗教和谐与世界和平事业中的卓越贡献，安德烈·帕夫洛维奇·库丁被授予耶路撒冷圣墓东正教十字军大金十字勋章及圣徒安德烈·首召使徒勋章[5][16]。

- 他还荣获欧亚创作联盟"金质桂冠"称号，2022年"年度诗人"称号[5][17]。

## 著作列表
- 安德烈·帕夫洛维奇·库丁. . М. 2016. ISBN 978-5-4444-5039-0.

- 安德烈·帕夫洛维奇·库丁. . М. 2018. ISBN 978-5-4444-6638-4.
- 安德烈·帕夫洛维奇·库丁. . М. 2020. ISBN 978-5-4484-2293-5.

- 安德烈·帕夫洛维奇·库丁. . М. 2017. ISBN 978-5-394-02902-8.

- 安德烈·帕夫洛维奇·库丁. . М. 2017. ISBN 978-5-394-02868-7.

- 安德烈·帕夫洛维奇·库丁. . Unicart. 2015. ISBN 978-954-2953-51-7.

- 安德烈·帕夫洛维奇·库丁. . Sofia: Unicart. 2017. ISBN 978-954-2953-76-0.

- Andrei Kudin. . Independently published. 2019. ISBN 978-179-4512-84-9.

- Andrei Kudin. . Independently published. 2019. ISBN 978-109-2423-41-0.
- 安德烈·帕夫洛维奇·库丁. . М.: IDDC. 2024.

### 学术文章
- (3) I gave you problems. Of the East: 76—87. 2002.
- Ankilov K. N., Kalashnikov D. B., Karlusov V. V., Kudin A. P.  (1) Problems of the Far East: 129—148. 2004.
- Karlusov V. V., Kudin A. P.  (7): 2—9. 2012. ISSN 0321-5075.
- Karlusov V.V., Kudin A.P.  (1) World and National Economy. - MGIMO (U) Internet Journal of the Russian Ministry of Foreign Affairs. 2014.
- Karlusov V.V., Kudin A.P.  (PDF) (4) World and National Economy: 6—32. 2015.

## 附註
1. 1 2 3 4 5 6 7  . 7Дней.ру.   [2024-09-05] （俄语）.
2. ↑  . bci-russia.ru.   [2025-08-05] （英语）.
3. 1 2  Кудин А. П. . Москва: Дашков и Ко. 2017: 208. ISBN 978-5-394-02902-8.
4. ↑  . lgz.ru.   [2025-08-05] （俄语）.
5. 1 2 3 4  Kudin, Andreĭ,, Кудин, Андрей. . Moskva. 2016. ISBN 978-5-4444-5039-0. OCLC 991855318.
6. ↑  . ecu.kz.   [2025-08-05]. （原始内容存档于2019-12-29） （ru-RU）.
7. ↑  . KM.RU Новости - новости дня, новости России, последние новости и комментарии.   [2024-12-04].
8. ↑  . 7Дней.ру.   [2025-08-05] （俄语）.
9. ↑  . veche.ru.   [2025-08-05].
10. ↑  Kudin, Andreĭ,, Кудин, Андрей. . Moskva. 2016. ISBN 978-5-4444-6638-4. OCLC 1079381715.
11. ↑  . AlmatyLife.kz.
12. ↑  . bci-russia.ru.   [2024-09-05] （英语）.
13. ↑  , 2024-08-30  [2024-09-05] （俄语）
14. ↑  . 7Дней.ру.   [2025-08-05] （俄语）.
15. ↑  . m.readly.ru.   [2025-08-05].
16. ↑  Кудин, Андрей. . Litres. 2022-08-16. ISBN 978-5-04-459302-2 （俄语）.
17. ↑  Кудин, Андрей. . Litres. 2023-01-13. ISBN 978-5-04-522894-7 （俄语）.